# Pierre Riché

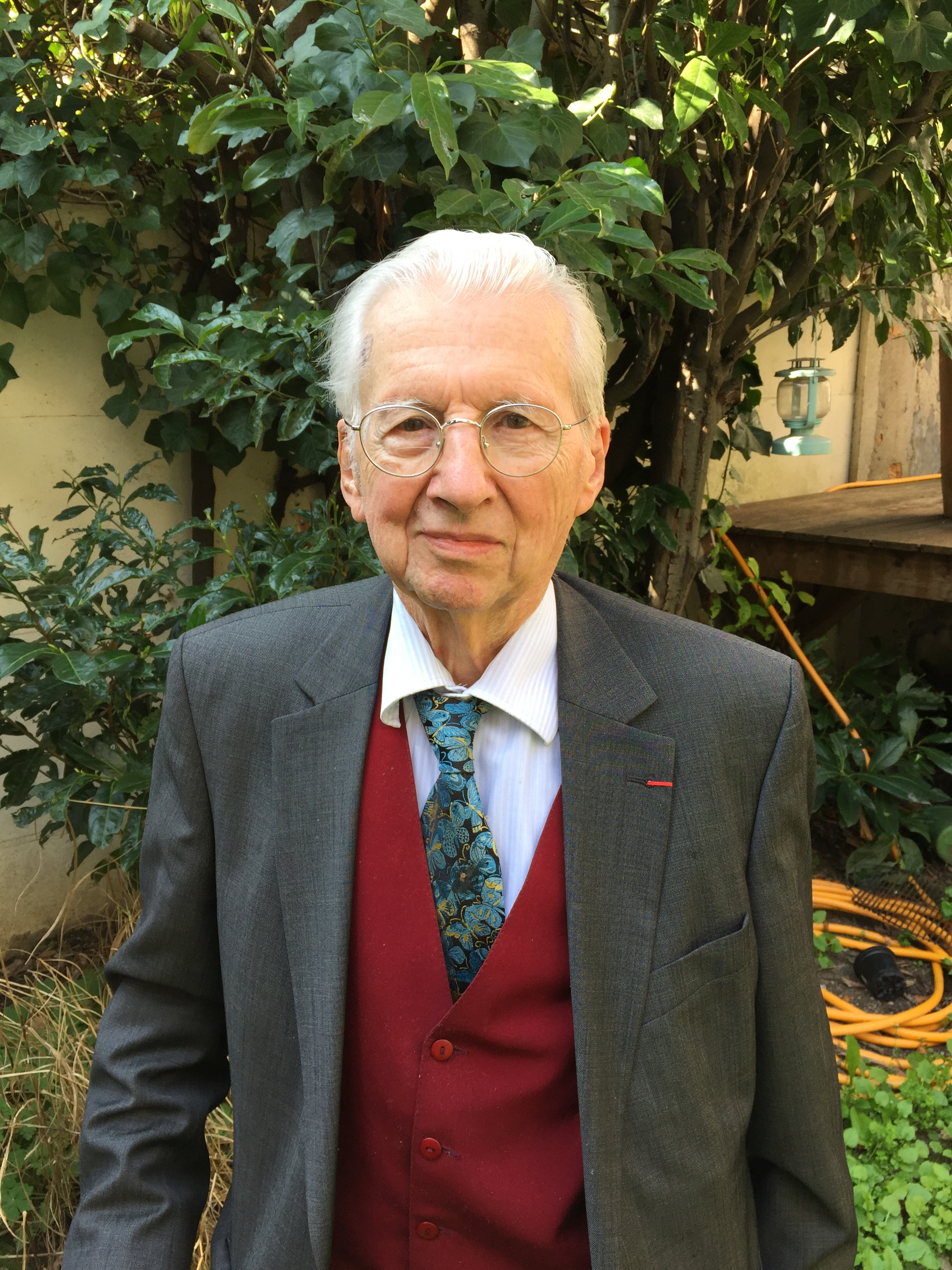
Pierre Riché (2017)

Pierre Riché (* 4. Oktober 1921 in Paris; † 6. Mai 2019 in Ivry-sur-Seine) war ein französischer Historiker.

Pierre Riché studierte von 1942 bis 1948 an der Sorbonne. Danach lehrte er von 1948 bis 1951 als Gymnasialprofessor in Constantine sowie in Le Mans. 1953 kehrte er zur Sorbonne zurück. Im September 1957 wurde er Dozent in Tunis. Von 1960 bis 1967 war er Professor für mittelalterliche Geschichte an der Universität Rennes. Nach seiner Habilitation 1962 war er von 1967 bis zu seiner Emeritierung 1989 Professor für Mittelalterliche Geschichte an der Universität Paris-Nanterre. Zudem war er von 1972 bis 1986 Direktor des Forschungszentrums für Spätantike und Frühmittelalter (Centre de Recherches sur L’Antiquité tardive et le Haut Moyen âge). Hauptforschungsbereich Richés war die Zeit der Karolinger. Hier galt er als einer der weltweit bedeutendsten Fachleute.
Zusammen mit Danielle Alexandre-Bidon war er der Initiator der erfolgreichen Ausstellung „Kindheit des Mittelalters“, die 1994/95 in der Bibliothèque nationale de France gezeigt wurde. Riché war der Präsident des Wissenschaftsbeirates der Ausstellung „Blois im Jahr Eintausend“ in Blois. Im Jahr 2016 wurden 19 seiner zwischen 1943 und 2008 veröffentlichte Beiträge zur mittelalterlichen Bildungsgeschichte in einem Sammelband veröffentlicht.

## Schriften
Gesammelte Aufsätze
- L’enseignement au Moyen Âge. CNRS éditions, Paris 2016, ISBN 978-2-271-08803-1.

Monographien
- Die Welt der Karolinger. Aus dem Französischen übersetzt und herausgegeben von Cornelia und Ulf Dirlmeier. 3., durchgesehene Auflage. Reclam, Stuttgart 2016, ISBN 978-3-15-020461-0.
- Die Karolinger. Eine Familie formt Europa. dtv, 3. Auflage, München 1995, ISBN 3-423-04559-0.
  - Les Carolingiens. Une famille qui fit l’Europe. Hachette, Paris 1983, ISBN 3-421-06375-3.
- mit Danièle Alexandre-Bidon: Das Leben der Kinder im Mittelalter. Aus dem Französischen von Hannelore Leck-Frommknecht. Knesebeck, München 2007, ISBN 978-3-89660-432-3.
- Gregor der Große. Leben und Werk. Aus dem Französischen übersetzt von Stefan Liesenfeld. Verlag Neue Stadt, München 1996, ISBN 3-87996-353-3.